# Batalla del Cerro de la Bufa
La Batalla del Cerro de La Bufa, que tuvo lugar en la ciudad de Zacatecas, en el estado del mismo nombre, fue un conflicto decisivo para frenar y desorganizar a los rebeldes del Plan de la Noria que, acaudillados por Porfirio Díaz, intentaban impedir que Benito Juárez se presentara a su reelección, considerada inconstitucional por aquellos.
La batalla tuvo lugar entre las fuerzas juaristas y el ejército leal al Plan de la Noria, comandado por el General Jerónimo Treviño, gobernador de Nuevo León. Actuando como general en jefe del Ejército del Norte y apoyado por Francisco Naranjo, Ignacio y Pedro Martínez, Juan E. Guerra, el ex imperialista Julián Quiroga y otros, Treviño se apoderó de Saltillo el 5 de diciembre de 1871. Allí se le unió Donato Guerra, pronunciado en Zacatecas. En febrero de 1872 el gobierno envió a Sóstenes Rocha para combatirlos. Ante su avance, los pronunciados norteños desistieron de marchar sobre Guanajuato, pero Rocha los alcanzó y derrotó el 2 de marzo en la Bufa, en Zacatecas. Las bajas y pérdidas que sufrieron en la batalla supusieron el final del ejército rebelde, aunque los sublevados, aun totalmente desbandados y desorganizados, continuaron en campaña por diversos rumbos, siempre con Treviño como jefe.